# بقعه پیغمبر لوط
بقعه پیغمبر لوط با قدمت قاجاریان به شمارهٔ ثبت ۱۰۸۱۴ در ۲ بهمن ۱۳۸۲ به ثبت آثار ملی ایران رسید. این پیغمبر در شهرستان رباط‌کریم، بخش مرکزی، دهستان منجیل‌آباد، شمال غربی روستای محمدآباد پیغمبر قرار دارد. این بنای تاریخی به شدت فرسوده شده و وضعیت مطلوبی ندارد و هرلحظه احتمال ریزش آن وجود دارد.